# August Mortelmans
August Mortelmans  (Kerkom, 26 april 1904 - Lier,  8 oktober 1985) was een Belgisch wielrenner. Hij was beroepsrenner van  1924 tot 1935. Hij was vooral actief in kermiskoersen, maar werd ook Belgisch kampioen in 1927 in Brasschaat.

## Palmares
- 1922 : 2e Brussel-Luxemburg-Mondorf
- 1923 : 2e München - Zürich
- 1924 : 2e  Binche-Doornik-Binche
- 1924 : 1e Brussel-Luik, onafhankelijken
- 1925 : 2e Parijs-Tours
- 1926 : 3e Schaal Sels
- 1927 :  1e Belgisch kampioenschap
- 1927 : 3e 1e etappe Ronde van België, Luik
- 1928 : 2e Ronde van Vlaanderen
- 1929 : 3e Brussel-Parijs
- 1929 : 3e  Drie Zustersteden
- 1929 : 2e Erembodegem-Terjoden
- 1930 : 2e  Zottegem
- 1931 : 3e Zesdaagse van Saint-Étienne
- 1932 : 3e Schaal Sels
- 1933 : 3e  Deurne

## Resultaten in voornaamste wedstrijden
| Jaar | Ronde van Italië | Ronde van Frankrijk | Ronde van Spanje |
| ---- | ---------------- | ------------------- | ---------------- |
| 1925 |                  | opgave              |                  |
| 1926 |                  |                     |                  |
| 1928 |                  |                     |                  |
| 1929 |                  |                     |                  |

| Jaar | Ronde van Vlaanderen | Parijs-Roubaix | Parijs-Tours | Parijs-Brussel |
| ---- | -------------------- | -------------- | ------------ | -------------- |
| 1925 |                      | 41e            | Zilver       |                |
| 1926 |                      | 25e            | 13e          | 15e            |
| 1928 | ↑                    | 41e            |              |                |
| 1929 |                      | 18e            |              | 21e            |